# 詹姆斯·克拉克
詹姆斯·克拉克（英語：James Clarke，1984年12月31日—），英国男子赛艇运动员。他曾代表英国参加世界赛艇锦标赛，获得一枚金牌和一枚银牌。他也曾参加2008年夏季奥林匹克运动会。